# Shin Onigashima
Famicom Mukashibanashi: Shin Onigashima (ふぁみこん昔話 新・鬼ヶ島?  lit. "Cuentos de hadas del famicom: El Nuevo Onigashima"), a menudo llamado simplemente Shin Onigashima, es un videojuego de aventura desarrollado por NINTENDO R&D4 y Pax Softonica y publicado por Nintendo . Fue lanzado en dos discos para la Family Computer Disk System. El primer disco fue estrenado el 4 de septiembre de 1987 y el segundo, el 30 de septiembre del mismo año. La fuerza motriz detrás de las series, Tatsuya Hishida de Nintendo EAD, fue responsable de la dirección del juego, creando los personajes y manufacturando la historia.

## Modo de juego
El juego se desarrolla al seleccionar comandos que permiten a los personajes hablar, usar o examinar varios objetos o personajes. El progreso es marcado por cambios en la ilustrativa que aparece en la esquina superior derecha de la pantalla. Una de las características más distintivas del juego es el "Cambiar personaje", utilizado para cambiar entre los dos personajes principales (Donbe, el niño, y Hikari, la niña). Los personajes se pueden mover de forma separada en la historia en ocasiones, y pueden ser llamados para realizar tareas que el otro personaje principal no puede lograr por sí solo. El uso de este comando en ocasiones puede desencadenar un diálogo particular en ciertas situaciones, sacando las peculiaridades de cada uno. Esto es, esencialmente, una forma de en forma de zapeo, pero un comando similar fue implementado el la novela visual EVE Burst Error de 1995.
El juego utiliza la función de Disk System para poder cambiar los discos mientras la consola sigue encendida. El juego está dividido en dos discos y el jugador debe intercambiarlos mientras el sistema Disk System sigue corriendo para activar el segundo disco, pues el disco 2 no puede ser jugado sin el primero. Este formato también fue usado para la secuela del juego Yūyūki y la serie Famicom Tantei Club.

## Trama
Érase una vez, una pareja de ancianos que vivían en la aldea de Nagakushi, una aldea pequeña y localizada en lo alto de las montañas. La pareja no tenía hijos, hasta que un día, les fue confiado el cuidado de un niño y una niña, como se profetizó en un sueño. Los años pasaron y cuando los niños cumplieron 8 años, sucedió una catástrofe en la capital de occidental. Un malvado dragón apareció repentinamente en la ciudad, convirtiendo a los humanos en oni; demonios que absorben las almas de otros humanos. Los oni avanzaron hasta la aldea Nagakushi, robando las almas de la pareja de ancianos. Afortunadamente los dos niños quedaron ilesos y partieron en una búsqueda para salvar a sus padres adoptivos sin notar que esa aventura revelaría el secreto de sus verdaderos orígenes...

## Personajes
Los dos protagonistas se presentan con sus nombres predeterminados.
Donbe
Un pequeño niño parecido a un cavernícola con largo cabello azul que tapa sus ojos y una túnica verde. Nació de un tazón de arroz que flotaba en el río. No es el niño más brillante, pero tiene una gran fuerza para su edad. En el segundo disco, su edad cambia, asemejando a un joven adolescente, intrépido y burlón.
Hikari
Una niña nacida de un árbol de bambú brillante. Es inteligente e ingeniosa, pero físicamente débil. Actúa como la hermana mayor de Donbe. Posteriormente se convierte en Otohime, la legendaria heroína que selló al Avatar de la oscuridad en una caja de tesoros años atrás. También es la princesa de los Ryukyujin; una tribu que vive muy debajo del mar.
Pareja de ancianos
Ringo
Un perro que espera a Donbe al inicio del puente. Leal,  obediente y perspicaz.
Matsunosuke
Un mono que se une al grupo en el bosque Kikaigamori. Revoltoso, vicioso y a veces obediente.
Ohana
Un faisán que se une al grupo en la Fuente Shiraishi. Como último miembro del grupo, usa sus habilidades de agrandarse mágicamente para llevar al grupo hasta Onigashima.
Ittaisan
El narrador del juego. Se muestra como mercader de un pueblo vecino en la historia. Después, se presenta como un pescador sin nombre, y luego como un lector de la fortuna, quien cómicamente finge no saber nada de Donbe y su aventura.
Kintaro
Un misterioso niño que habla inglés y usa gafas de sol con un haramaki rojo. Suele aparecer de la nada y guía al grupo en su aventura.
Tengu
Un tengu ocioso que estaba escondido en la fortaleza oni. Muestra interés por el telescopio de Hikari y a cambio le ofrece su información y polvos mágicos. Toma un gran agrado por los protagonistas y al final se les une en el en Onigashima.
Hinoesama
Un ser parecido a un dios que aparece ante los protagonistas en forma de estrella. Hinoesama les revela las fuerzas del mal responsables de los eventos ocurridos en todo el mundo, confiándoles la tarea a los protagonistas de restaurar el orden.
Oni
Monstruos malignos que roban las almas de los humanos en campanas, para dárselas al dragón. Son en realidad humanos cuyas almas fueron robadas por otro oni.
Ankoku no Keshin (El Avatar de la oscuridad)
Una maligna criatura del mundo oscuro que fue liberada de una caja por error. Se presenta en forma de dragón para comer almas humanas y hacerse más grande.

## Desarrollo
Como lo indica el subtítulo del juego, su inspiración radica en gran parte en cuentos tradicionales japoneses como Momotarō y La princesa Kaguya. Como la mayoría de los juegos de aventura de su tiempo, es escrito como novela de misterio donde el jugador debe resolver un asesinato o crimen, pero la trama de Shin Onigashima dio una sensación mucho más suave y accesible para el género.
Un remake del juego llamado Heisei Shin Onigashima fue estrenado para la Super Famicom en 1997 y 1998. También fue ajustado para su compatibilidad con el Game Boy Advance como parte de las series Famicom Mini el 4 de agosto de 2004. El lanzamiento para la Virtual Console fue el 19 de junio de 2007. El juego nunca fue publicado fuera de Japón.

## Recibimiento
La dificultad del juego es alta ya que se dan muy pocas pistas sobre la resolución de los misterios y muchas circunstancias pueden terminar en "game over". Aun así, las gráficas del juego y la trama basada en varios cuentos japoneses tradicionales fue recibido positivamente por fanes y críticos por igual. La música, escrita por Koji Kondo, fue admirable y el juego es considerado un éxito innegable como el primer juego de aventura basado en texto de Nintendo.
En 1989 "All Soft Catalog" de Famicom Tsūshin (ahora Famitsu) incluyó a Shin Onigashima en su lista de mejores videojuegos de todos los tiempos. Especialmente, le otorgaron el premio por el mejor juego de "Aventura" de todos los tiempos. En 2013, IGN señaló algunas similitudes con los juegos posteriores como Famicom Tantei Club, Nakayama Miho no Tokimeki High School, 999: Nine Hours, Nine Persons, Nine Doors y Zero Escape: Virtue's Last Reward.

## Versión Súper Famicom
Nueve años después del lanzamiento de la versión Disk System, BS Shin Onigashima (BS新・鬼ヶ島?) (también conocido como  (平成 新・鬼ケ島 Heisei Shin Onigashima?)) fue estrenado el 29 de septiembre de 1996 para la unidad de Super Famicom "Satellaview". El juego fue transmitido por el Satélite St.GIGA BS y era descargable dentro del menú BS-X de Broadcast Clubhouse (語り部の小屋 Katari bu no Koya?). BS Shin Onigashima toma la trama de la versión original del videojuego, pero es presentado desde el punto de vista de los tres ayudantes que se unen a los protagonistas durante el juego (el perro, el mono y el faisán). La música del juego fue transmitida por radio y el narrador del juego, Ittaisan, aparece entre los capítulos para resumir la historia vía  SoundLink. La voz del personaje de Ittaisan fue actuada por Ichirō Nagai. La versión de Satellaview fue muy bien recibida por los fanes.
La versión de Super Famicom usa el mismo menú de comandos para el gameplay implementado en la versión de Disk System pero el comando de "Cambio de Personajes" no fue incluido debido a la falta de tiempo. Los juegos de Satellaview se emitieron por un periodo limitado de tiempo y el usar ese comando complicaría el juego a grados innecesarios. Algunos de los nuevos ajustes de los desarrolladores fue incluir escenas de acción con estilo de plataformas y establecer límites de tiempo para la selección de algunos comandos.
El primero de diciembre de 1997, BS Shin Onigashima se hizo de nuevo para el estreno de un comercial en el Nintendo Power como Heisei Shin Onigashima (平成 新・鬼ヶ島?  lit. "Heisei Era: New Onigashima") con la versión original de Disk System incluida como bono. Su popularidad provocó el lanzamiento de un cartucho el 23 de mayo de 1998. Para esta versión se lanzaron otros dos cartuchos, pero a diferencia de la versión Disk System, se puede jugar el segundo cartucho sin necesidad de haber terminado el primero.

### Cambios
La emisión de Satellaview fue dividida en cuatro capítulos y en la versión de Super Famicom, los primeros dos capítulos hablan del primer disco y los dos últimos, del segundo. "Jizo Ittaisan" se posiciona a través del tiempo, permitiendo a los jugadores guardar sus avances. No hay límite de tiempo al elegir comandos y una enorme estatua de buddha que asemeja a Mario hace aparición en el primer capítulo.
La versión original de Disk System es desbloqueada después de que se han completado los cuatro capítulos. Esta no era por completo igual a la original ya que se hicieron cambios en el texto y la música. Se agregó una demostración inicial de Donbe y Kintaro en una pelea sumo donde la gama de colores es un poco más oscura.

## Versión para Game Boy Advance
Famicom Mukashibanashi: Shin Onigashima fue estrenado para Game Boy Advance el 10 de agosto de 2004 como parte de la serie Famicom Mini: Disk System selection. A diferencia de las anteriores instalaciones, la versión para GBA no necesita del cambio entre los dos discos; el juego completo es jugado en un mismo cartucho. El juego en sí no sufrió de grandes cambios, pero los menús en pantalla fueron adecuados para la versión de GBA. Los tiempos para cargar y guardado fueron eliminados por el uso de un cartucho más rápido, permitiendo al juego funcionar sin interrupciones.